# Високо плато
Високо плато или Орано-Алжирска Месета е обширно междупланинско плато и високи равнини в Атласките планини, простиращи се от запад на изток в северната част на Алжир и в най-източната на Мароко. Разположени са между планините Тел Атлас на север и Сахарски Атлас на юг. Херцинската нагъната основа на Високото плато е препокрита с чехъл от мезозойски и кайнозойски седименти. Надморската му височина варира от 1100 – 1200 m на запад до 700 – 800 m на изток. На повърхността му са разположени плитки и обширни падини, заети от солончаци и временни солени езера, т.нар. „шоти“ – Шот еш Шерги, Шот ел Ходна и др., към които се спускат сухи речни долини (уади) с епизодичен отток. Годишната сума на валежите е от 200 до 400 mm. По-голямата част от Високото плато представлява вътрешна безотточна област с епизодичен отток. Растителността е представена от полупустинни треви, редки храсти и дървета, виреещи върху сиво-кестеняви почви. Малобройното местно население се занимава с екстензивно животновъдство и земеделие.